# زابادنايا دفينا

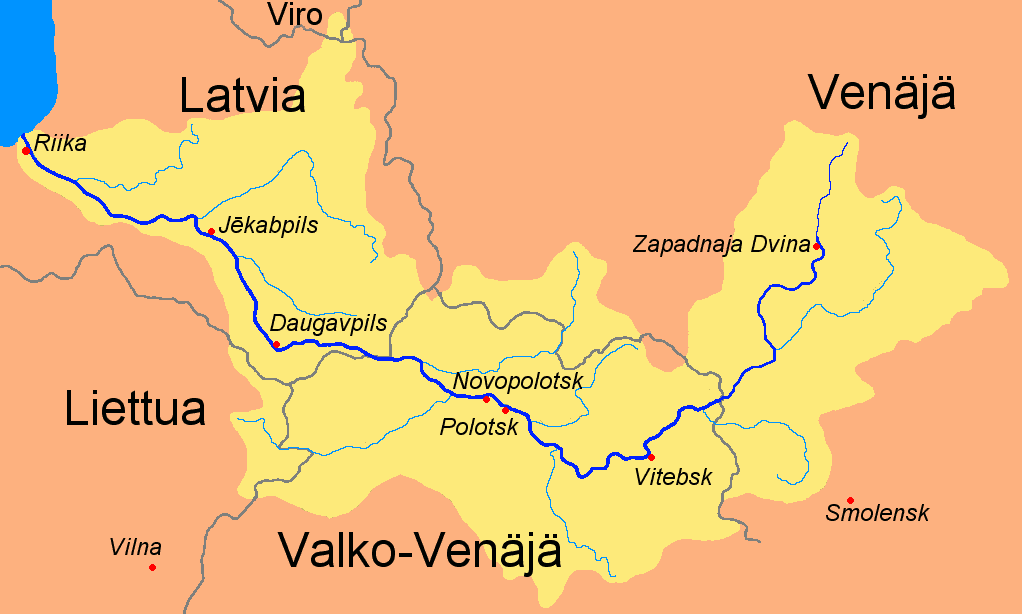
خريطة زابادنايا دفينا

زابادنايا دفينا (بالروسية: Западная Двина) هي إحدى مدن روسيا في الكيان الفدرالي الروسي تفير أوبلاست.